# 伊斯坦堡省
伊斯坦布尔省（土耳其语：İstanbul）是土耳其的一個省，位於土耳其西北部、黑海以南。面积5,170km²。首府在伊斯坦布尔。伊斯坦布尔省的车牌代号是34。
自2004年起，兩者的範圍即相同。